# 季加孚
季加孚（1959年—），男，中国肿瘤外]专家，北京大学肿瘤医院、北京大学临床肿瘤学院院长，中国民主同盟中央委员会常务委员，第十三届全国政协委员。